# Métaarsénite de sodium
La métaarsénite de sodium ou l'arsénite de sodium ou arsénite de soude est le sel de sodium de l'acide métaarsénieux. C'est une substance active de produit phytosanitaire (ou produit phytopharmaceutique, ou pesticide), qui présente un effet fongicide, et qui appartient à la famille chimique des arsenicaux.

## Réglementation
Sur le plan de la réglementation des produits phytopharmaceutiques :
Au sein de l’Union européenne, cette substance active n'est pas inscrite à l’annexe I de la directive 91/414/CEE. Le règlement 2076/2002/CE du 20 novembre 2002 impose aux États membres de retirer les autorisations de mise sur le marché des préparations à base d'arsénite de sodium au plus tard le 25 juillet 2003 et d'interdire l'utilisation de ces préparations au plus tard le 31 décembre 2003.
En France, cette substance active n'est pas autorisée dans la composition de préparations bénéficiant d’une autorisation de mise sur le marché. Le ministère de l'Agriculture et de la Pêche, interdit la commercialisation et l'utilisation de produits contenant de l'arsénite de soude à partir du 8 novembre 2001. Il n'a pas été autorisé de délai d'écoulement des stocks d'arsénite de soude.
Ce fongicide était utilisé en viticulture pour lutter contre l'Esca de la vigne. L'arsénite de soude présente un effet curatif pour les souches contaminées par cette maladie.
Des études ont montré que ce produit phytosanitaire, classé parmi les substances cancérigènes, s'avère dangereux pour la santé des utilisateurs en dépit des précautions qui sont prises lors de son application. Cette décision est prise sur l'avis scientifique de la Commission d'étude de la toxicité des produits antiparasitaires de mai 2001, recommandant l'interdiction de l'arsénite de soude, et à la proposition de retrait des autorisations de mise sur le marché, sans délai d'écoulement des stocks, émise par le Comité d'homologation en juillet 2001.

## Plainte
Le 7 juillet 2015, le pôle santé publique du Tribunal de grande instance de Paris ouvre une enquête préliminaire à la suite d'un dépôt de plainte contre X pour homicide involontaire. La victime est un vigneron atteint d’un cancer lié à l’utilisation professionnelle de l’arsénite de sodium. Cette enquête vise à définir les responsabilités de l'État, de la Mutualité sociale agricole et des industries.